# July (album)
July is het enige muziekalbum van de gelijknamige band. Het album werd opgenomen in de Wardour Street geluidsstudio (later omgedoopt tot Trident Studio. De start was ongelukkig (miscommunicatie met management etc.) en dat zou zo doorgaan. De muziekproducent was Tom Scott, maar die had geen hoge pet op van de band. Later zou de aanduiding produced by dan ook vervangen worden door watched by. De heren van de band waren alleen een huisstudio gewend en kwamen in een nog relatief eenvoudige professionele studio terecht. Die werd nog eens gemoderniseerd met apparatuur die de Abbey Road Studio afdankte. Zo kwam het dat het enige album van July werd opgenomen met dezelfde apparatuur als Sgt. Pepper's Lonely Hearts Club Band van The Beatles.
Er werd druk geëxperimenteerd door Newman en Mike Ross, de geluidstechnicus. Newman zou later zijn stempel drukken op bijvoorbeeld Tubular Bells van Mike Oldfield. Uiteindelijk bleek er te weinig studiotijd over om een echt volwaardig product af te kunnen leveren. Normaliter is de titel van een debuutalbum gelijk aan die van de band, maar hier is het andersom. De naam van de band was gedurende de opnamen nog The Tomcats en werd pas later aangepast aan de titel. Het album verscheen in juli 1968, maar bracht geen commercieel succes. De band viel uit elkaar. 
Bij de uitgifte van het album werden alle liedjes toegeschreven aan Newman en de leden van de band vonden de platenhoes verschrikkelijk lelijk. Field zou later zeggen, dat met het potentieel dat in de band zat een veel beter album gemaakt had kunnen worden.  

## Musici
- Alan James (basgitaar)
- Chris Jackson (drumkit)
- Tom Newman (zang)
- Tony Duhig (gitaar)
- Jon Field (percussie)

## Muziek
Compact discversies werden aangevuld met of demos of singleversies van The clown, Dandelion seeds, Hello who’s there en The way.

| Nr. | Titel                      | Duur |
| --- | -------------------------- | ---- |
| 1.  | My clown (Peter Cook)      |      |
| 2.  | Dandelion seeds (Newman)   |      |
| 3.  | Jolly Marry (Cook)         |      |
| 4.  | Hallo to me (Newman)       |      |
| 5.  | You missed it all (Newman) |      |
| 6.  | The way (Newman)           |      |

| Nr. | Titel                          | Duur |
| --- | ------------------------------ | ---- |
| 1.  | To be free (Cook)              |      |
| 2.  | Move on sweet flower (Newman)  |      |
| 3.  | Crying is for writers (Newman) |      |
| 4.  | I see (Cook)                   |      |
| 5.  | Friendly man (Cook)            |      |
| 6.  | A bird lived (Cook)            |      |